# Linde Veefkind
Linde Veefkind (Zeist, 25 augustus 2001) is een voetbalspeelster uit Nederland. Ze speelt als verdediger voor Oud-Heverlee Leuven in de Super League.

## Clubcarrière
Plate begon met voetballen bij VV Jonathan. Hier voetbalde ze in een jongensteam. Hierna vertrok ze naar SV Saestum waar ze in de topklasse, het hoogste amateurniveau van de vrouwen, voetbalde. Na het seizoen 2020/21 besloot ze om, evenals ploeggenote Minke Plate, profvoetbalster te worden in België. Ze koos voor Oud-Heverlee Leuven waar ze de studie criminologie ging combineren met het voetbal. Tijdens het seizoen 2021/22 sloot ze voor het eerst aan bij de hoofdmacht van Oud-Heverlee Leuven. In 2024 tekende ze een langdurig profcontract in Leuven.

## Statistieken
| Seizoen | Club                | Competitie   | Competitie | Competitie | Beker | Beker | Overig | Overig | Totaal | Totaal |
| Seizoen | Club                | Competitie   | Wed.       | Dlp.       | Wed.  | Dlp.  | Wed.   | Dlp.   | Wed.   | Dlp.   |
| ------- | ------------------- | ------------ | ---------- | ---------- | ----- | ----- | ------ | ------ | ------ | ------ |
| 2021/22 | Oud-Heverlee Leuven | Super League | 14         | 0          | 0     | 0     | 0      | 0      | 14     | 0      |
| 2022/23 | Oud-Heverlee Leuven | Super League | 28         | 0          | 0     | 0     | 0      | 0      | 28     | 0      |
| 2023/24 | Oud-Heverlee Leuven | Super League | 25         | 0          | 0     | 0     | 0      | 0      | 25     | 0      |
| 2024/25 | Oud-Heverlee Leuven | Super League | 14         | 0          | 0     | 0     | 0      | 0      | 14     | 0      |
| Totaal  | Totaal              | Totaal       | 76         | 0          | 0     | 0     | 0      | 0      | 76     | 0      |

Bijgewerkt t/m 24 november 2024.